# Білл Вілмор
Білл Вілмор (англ. Bill Wilmore, 1971, Пітсбург, штат Пенсільванія, США) — професійний американський бодибілдер, учасник таких відомих заходів з бодибілдингу як Нью-Йорк Про і Містер Олімпія.

## Біографія
Білл Вілмор народився в 1971 році в Пітсбурзі, штат Пенсільванія, США. Білл з дитинства захоплювався футболом, а в п'ятнадцятирічному віці почав займатися реслінгом. Але коли зрозумів, що має відмінну генетику для бодибілдингу, вирішив випробувати свої сили і в 18 років виступив на любительському «Чемпіонаті Пенсильванії» NPC 1989 серед юніорів у категорії важка вага зайняв 2-е місце. Наступного року він знову виступив в цьому турнірі знову і здобув перемогу. Білл вирішив продовжити заняття бодибілдингом, щоб, як він каже, «подивитися, як далеко я зумію зайти».
Білл Вілмор присвятив 5 років серйозних занять бодибілдингом, ніде в цей час не виступаючи. Лише в 1995 році він з'явився на сцені турніру Нешіоналз, де зайняв 2-е місце серед юніорів у категорії важка вага. У тому ж році Білл виступив на «Чемпіонаті США» NPC вже серед дорослих, і зайняв 11 місце. Спортсмен вже почав замислюватися про професійну кар'єру. З 1996 по 1999 рік Вілмор знову взяв тайм-аут на серйозну підготовку. У 1999 році на сцену турніру Нешіоналз він вийшов помітно «важчим» і зайняв 8-е місце в категорії надважка вага.
У 2005 році Білл Вілмор нарешті став першим на турнірі Нешіоналз NPC і отримав професійну карту. Наступного року він взяв участь у своєму першому професійному турнірі IFBB — «Колорадо Про» в Денвері, промоутером якого був Шон Рей. Вілмор зайняв 5-е місце. З 2005 по 2011 рік Білл взяв участь в 12 турнірах, скрізь входячи в ТОП-5, крім турнірів Містер Олімпія, де він за цей час тричі ставав 16-м.
2012 приніс Біллу Вілмору довгоочікувану професійну перемогу — 1-е місце в Торонто Про Супершоу.

## Тренування спортсмена
Білл Вілмор робить все чітко за графіком: тренується, харчується, виконує кардіо-сесії. До такої самодисципліни його привчив в юності тренер з боротьби. Тренується Білл по чотириденного спліту. У перший день тренує груди і трицепс, на другий — спину і біцепс, плечі на третій і ноги на четвертий. Таким чином ноги отримують більше всього навантаження. У всіх вправах Вілмор робить 4 сети по 10-12 повторень. Білл вважає дуже важливим моментом у тренінгу розвиток нервово-м'язового зв'язку. Його тверде переконання: не вага змушує рости м'язи, а відчуття роботи м'язів в кожній точці амплітуди з максимальною вагою, що дозволяє не втратити це відчуття. Щоб зловити це відчуття, Вілмор радить знизити вагу, не звертаючи уваги на глузування в залі. Він вважає, що потрібно спочатку зловити відчуття роботи м'язів без ваги, потім з одним грифом, і лише після цього потроху додавати вагу. Якщо це відчуття втрачається, то вага знову знижується. Велику увага Білл Вілмор приділяє візуалізації, вмінню представляти свої м'язи в уяві так, як вони повинні виглядати.
Кардіо-навантаження Білла Вілмор — це заняття боксом 4 рази на тиждень по кілька годин перед основним тренуванням. Це дозволяє йому ростити м'язову масу, що не набираючи жиру.
Харчується Вілмор не так багато як інші гіганти, на зразок Джея Катлера. Білка в його раціоні не більш 2-3 грам на кілограм ваги, вуглеводів теж не більше 3-х грам. Все це розподілено на 5-6 прийомів їжі. Білл уникає рясних трапез, оскільки вони ускладнюють травлення.

## Особисте життя
Зараз Білл Вілмор з дружиною проживає в Маямі, Флорида, дітей не мають. Білл займається тренерською діяльністю і продовжує тренуватися сам. Також він є представником компанії «Universal Nutrition» і організатором турніру «Bill Wilmore Ultimate Classic».

## Виступи
- Про Бодибілдинг Віклі Тампа — 7 місце (2014), 11 місце (2013)
- Чикаго Про — 3 місце (2013), 10 місце (2014)
- Європа Супершоу — 2 місце (2009) 3 місце (2007, 2010), 10 місце (2014)
- Торонто / Монреаль Про — 1 місце (2012), 7 місце (2013)
- Містер Олімпія — 16 місце (2006, 2007, 2009, 2014)
- Флорида Про Мастерз — 3 місце (2011)
- Тампа Бей Про — 4 місце (2009)
- Х'юстон Про — 5 місце (2008)
- Нью-Йорк Про — 5 місце (2006)
- Колорадо Про — 5 (2006)
- Нашіоналс — 1 місце (2005)